# 男祭 2009 初陣 -2009年11月29日 赤坂BLITZ-
男祭 2009 初陣 -2009年11月29日 赤坂BLITZ-(おとこまつり・ニセンキュウ・はつじん・ニセンキュウねん・ジュウイチがつニジュウクにち・あかさかブリッツ)は、2010年5月5日に発売された、清木場俊介のライブ・ビデオである。

## 内容
- 2009年11月29日に男性ファン限定で行われた伝説のライブ、清木場俊介「男祭 2009 初陣」の模様を完全収録。
- 特典映像にドキュメントや、“俺だけのハイウェイ”清木場・男カメラなどが付いている。
- DVDは1枚組となっている。

## 収録曲目
1. 悲しきRock'n Roll
3rdアルバム「Rockin' the Door」収録曲。
2. 愚説
1stアルバム「清木場俊介」収録曲。
3. さよなら愛しい人よ…
2ndシングル。1stアルバム「清木場俊介」収録曲。
4. believe
4thシングルの1曲目。2ndアルバム「IMAGE」収録曲。
また今回は清木場はギターを弾かず、ボーカルのみとなっている。
5. FREE
3rdアルバム「Rockin' the Door」収録曲。
6. サル
2ndアルバム「IMAGE」収録曲。
7. いつか…
1stシングル。1stアルバム「清木場俊介」収録曲。
8. Image
2ndアルバム「IMAGE」収録曲。
9. 天は我をも裁けるものか!
3rdアルバム「Rockin' the Door」収録曲。
10. 俺だけのハイウェイ
4thアルバム「FLYING JET」収録曲。
11. 罪と罰
3rdアルバム「Rockin' the Door」収録曲。
12. 祭りの後
4thアルバム「FLYING JET」収録曲。
13. 五日間……バックレよう
6thシングル。2ndアルバム「IMAGE」収録曲。
14. 唄い人
1stアルバム「清木場俊介」収録曲。
15. クサレ…俺
3rdアルバム「Rockin' the Door」収録曲。
16. 人間じゃろうが!
3rdシングルの1曲目。2ndアルバム「IMAGE」収録曲。
17. 今。
10thシングル。

特典映像
- ドキュメント、男祭

「男祭」に向けたリハーサル風景や当日のバックステージを記録。
- “俺だけのハイウェイ”-清木場・男カメラ

3台のカメラ映像をDVDマルチアングル機能を使って見られる。